# Edwin Frazier
Edwin Hartwell „Ted” Frazier (Stoneham, Massachusetts, 1907. január 21. –  Wilmington, Massachusetts, 1971. november 2.) olimpiai ezüstérmes amerikai           jégkorongozó kapus.
Az 1931-es jégkorong-világbajnokságon ezüstérmet nyert. Mind a 6 mérkőzésen ő volt a kapus és csak 3 gólt kapott összesen. Egyedül a kanadaiaktól kaptak ki és lettek a másodikok.
Az 1932. évi téli olimpiai játékokon, a jégkorongtornán, Lake Placidban, játszott a amerikai jégkorong-válogatottban. Csak négy csapat indult. Oda-visszavágós rendszer volt. A kanadaiaktól kikaptak 2–1-re, majd 2–2-es döntetlent játszottak. A németeket 7–0-ra és 8–0-ra győzték le, végül a lengyeleket 5–0-ra és 4–1-re verték. Ez az olimpia világbajnokságnak is számított, így világbajnoki ezüstérmesek is lettek. Csak a németek ellen 7–0-ra megnyert mérkőzésen védett.